# Arco venoso palmar superficial
O arco venoso palmar superficial é um arco venoso da mão.